# Diocese de Naviraí
A Diocese de Naviraí (em latim: Dioecesis Naviraiensis) é uma circunscrição eclesiástica da Igreja Católica sediada em Naviraí, no estado brasileiro de Mato Grosso do Sul. Foi erguida pelo Papa Bento XVI em 1 de junho de 2011, seguindo o rito romano.
Apoiada pelas comunidades religiosas presentes em Naviraí, a diocese possui uma vasta rede de serviços de assistência social e de educação. A Diocese de Naviraí tem o Imaculado Coração de Maria como padroeiro.

## História
Por causa das grandes distâncias do território abrangido pela Diocese de Dourados, seu bispo, Dom Redovino Rizzardo, vendo a necessidade de um melhor atendimento a todos fiéis e comunidades, enviou à Santa Sé em 2008 o pedido de criação da Diocese de Naviraí. O processo foi aprovado pelo Papa Bento XVI em 2010 e anunciada a ereção da nova diocese em 1 de junho de 2011, a sexta diocese criada do estado de Mato Grosso do Sul.
Atualmente a diocese abrange um total de 20 cidades, sendo vinculada ao sufragânea da Província eclesiástica de Campo Grande e é vinculada ao Regional Oeste 1 da Conferência Nacional dos Bispos do Brasil. Seu bispo é Dom Ettore Dotti, C.S.F., o mesmo desde a fundação.

## Bispos
|        | Nome                 | Período    | Notas  |
| Bispos | Bispos               | Bispos     | Bispos |
| ------ | -------------------- | ---------- | ------ |
| 1.º    | Ettore Dotti, C.S.F. | 2011–atual |        |

## Território
A Diocese de Naviraí compreende 20 municípios do Sul do Estado de Mato Grosso do Sul, no Brasil. O território desta Diocese é subdividido em 22 paróquias - duas delas na sede - agrupadas em Foranias, abaixo relacionadas junto aos respectivos Forania e município.

## Estatística
A diocese terminou o ano de 2011 com uma população de 267.356 e contava com 197.000 católicos, ou 73.7% do total.